# Lê Công Vinh
Lê Công Vinh (født 10. december 1985) er en vietnamesisk fodboldspiller, der spiller for den vietnamesiske klub Sông Lam Nghệ An og det vietnamesiske landshold.

## Karriere

### P. Sông Lam Nghệ An
Han er født i Nghe An-provinsen, og opnåede stor anerkendelse og berømmelse, da han var ung og spillede for Song Lam i sin hjemby.

### T&T Hanoi
I 2008, skiftede han til T&T Hà Nội, han blev solgt for det højeste transfersum i Vietnams nationale fodboldforbund's histore på det tidspunkt. 
I begyndelsen af august 2009, oplyste hans klub T&T Hà Nội at Lê Công Vinh blev udlejet til Leixões i Portugal på en tre-måneders lejeaftale.

### Leixões S.C.
Den 24. august 2009, skiftede han officielt til Leixões hvor han fik trøjenummer 29. To dage senere, i en venskabskamp mod Padroense, scorede han sit første mål for klubben, og sikrede holdet en 2-0 sejr. Han var inkluderet i den 18 mand store trup til kampen mod de forsvarende mestre FC Porto den 12. september 2009, som der dog endte med en 4-1 sejr til Porto. Hans førsteholdsdebut skete den 4. oktober i en ligakamp mod União de Leiria, hvilket gjorde ham til den første vietnamesiske fodboldspiller til at spille i en professionel europæisk liga.